# Solans
Solans es una entidad de población española del municipio de Montferrer Castellbó, perteneciente a la provincia de Lérida, en la comunidad autónoma de Cataluña.

## Historia
Hacia mediados del siglo XIX, el lugar, por entonces perteneciente al municipio de Guils, tenía contabilizada una población de dieciocho habitantes. Aparece descrito en el decimocuarto volumen del Diccionario geográfico-estadístico-histórico de España y sus posesiones de Ultramar de Pascual Madoz con las siguientes palabras:

SOLANS: l. en la prov. de Lérida (26 leg.), part. jud. y dióc. de Seo de Urgel (4), aud. terr. y c. g. de Barcelona (26), ayunt. de Guils: sit. en un pequeño valle: su clima es frio. Tiene 4 casas; igl. anejo del mencionado Guils; y buenas aguas potables. Confina con la matriz y Vilarrubla. El terreno es de mala calidad y de secano. Los caminos dirigen á Sort, Pallerols y Seo de Urgel, de cuyo punto se recibe la correspondencia. prod.: trigo, legumbres, patatas y pastos; cria ganado lanar, cabrio y de cerda, y caza de liebres, conejos y perdices. pobl.: 4 vec., 18 alm. cap. imp. y contr.: con el ayunt.
(Madoz, 1849, p. 426)

En la actualidad, pertenece al municipio de Montferrer Castellbó. En 2023, la entidad singular de población tenía empadronados dos habitantes y el núcleo de población, también dos.